# Oskar Vind Rasmussen
Oskar Vind Rasmussen (* 8. August 2000 in Roskilde) ist ein dänischer Handballspieler.

## Karriere

### Im Verein
Oskar Vind Rasmussen spielte zunächst in Dänemark für Roskilde Håndbold. 2019 wechselte er zu TMS Ringsted. In der Saison 2021/22 wurde er als bester Rechtsaußen in das All-Star-Team der Håndboldligaen gewählt. Ab 2022 unterschrieb er einen Dreijahresvertrag bei GOG. Mit GOG konnte er 2023 die dänische Meisterschaft gewinnen.

### In Auswahlmannschaften
Mit der dänischen U17-Nationalmannschaft nahm Madsen am Europäischen Olympischen Jugendfestival 2017 teil, wo die Auswahl den 5. Platz belegte. Bei der U-18-Europameisterschaft 2018 gewann er mit Dänemark die Bronzemedaille. Mit dem älteren Jahrgang nahm er an der U-21-Weltmeisterschaft 2019 teil und belegte mit Dänemark den 5. Platz.
In der dänischen A-Nationalmannschaft debütierte er am 9. März 2023 gegen Deutschland.